# Anticarsia monstratura
Anticarsia monstratura là một loài bướm đêm trong họ Erebidae.